# FBAS
С FBAS-Видео се обозначава видеоизводът, при който образът се предава по една линия. Качеството на картината е по-лошо, отколкото при другите аналогови връзки като RGB, S-Video, YUY.
FBAS-видео сигналът (по-известно като Composite video, да не се бърка с Component video) е формат на аналогов телевизионен сигнал (предава се само картина) преди да бъде комбиниран със звуков сигнал и модулиран за предаване по преносна радио честота.
В потребителската електроника обикновено жълт RCA конектор се използва за компонентния видео сигнал. Използва се в стандартни формати като NTSC, PAL, и SECAM. Състои се от три сигнала наречени Y, U и V (заедно наричани YUV) със синхронизиращи сигнали. Y представя яркостта и включва и синхронизиращи импулси, така че да може да се покаже и като монохромна картина. U и V представят тона (hue) и наситеността (saturation); а между тях се пренася информация и за самите цветове, които съставят картината.
В Европа, SCART конекторите са използвани доста по-често отколкото RCA жаковете (и по-рядко S-Video). Където е било възможно се е използвало RGB вместо FBAS-video в компютри, видео игри, и DVD устройства.
|  | Тази страница частично или изцяло представлява превод на страницата Composite_video в Уикипедия на английски. Оригиналният текст, както и този превод, са защитени от Лиценза „Криейтив Комънс – Признание – Споделяне на споделеното“, а за съдържание, създадено преди юни 2009 година – от Лиценза за свободна документация на ГНУ. Прегледайте историята на редакциите на оригиналната страница, както и на преводната страница, за да видите списъка на съавторите. ВАЖНО: Този шаблон се отнася единствено до авторските права върху съдържанието на статията. Добавянето му не отменя изискването да се посочват конкретни източници на твърденията, които да бъдат благонадеждни. |